# Messicobolus stolli
Messicobolus stolli är en mångfotingart som först beskrevs av Pocock 1908.  Messicobolus stolli ingår i släktet Messicobolus och familjen Messicobolidae. Inga underarter finns listade i Catalogue of Life.